# Passion
Passion, lidelse (av latinets patio= lida), kan betyda stark förkärlek till någonting, till exempel att man har passion för ett ändamål, en sak, en person, en förändring eller en åsikt.
Den ursprungliga betydelsen är den kristna. Under 1800-talet får passion utifrån den kristna betydelsen en överförd betydelse av en kärlek som är så stark och mäktig, att den leder till lidande och död, främst i romantiska kärlekshistorier såsom Romeo och Julia, Tristan och Isolde. Därifrån har passion senare övergått till att syfta på en vurm i största allmänhet.
- Inom kristendomen syftar passion på Jesu lidande under långfredagen. Se passion (kristendom).
- Passion kan även vara en beteckning på en musikform under barocken, ett så kallat oratorium som anspelar på Jesu lidande och död. Se passion (musik)
- Inom konsthistorien används passion som en beteckning på en framställning - ofta i form av en bildsvit, över Jesu lidande från intåget i Jerusalem och nattvarden, varpå följer tillfångatagandet, gisslingen vid passionspelaren och fram till Kristi himmelsfärd.